# سيدة النورية
سيدة النورية هي كنيسة تقع في وسط بيروت، لبنان.

## التاريخ
يقع ضريح قديم مخصص للسيدة العذراء مريم في غرفة بالطابق الأرضي لمبنى في سوق النورية شرق كاتدرائية القديس جاورجيوس للروم الأرثودكس. هناك مدخل مقبب يؤدي إلى الضريح عن طريق غرفة صغيرة متداخلة. يُعتقد أن سيدة النورية كانت سيدة تقود البحارة والصيادين إلى بر الأمان. تم تزيين الضريح بثلاثة أيقونات: واحد من المسيح، وواحد من جميع القديسين، وواحد من مريم العذراء، التي اشتهرت بأنها معجزة. زار سيدة النورية على نطاق واسع من قبل سكان بيروت المسيحيين والمسلمين. خلال الحرب الأهلية اللبنانية التي دارت رحاها بين عامي 1975 و 1990، تم إحراق الضريح ونهبه وتدميره بالكامل فيما بعد، وتم استبداله عام 2003 بالكنيسة الموجودة.

## دير سيدة النورية
تم إنشاء دير سيدة النورية في القرن السابع عشر وفق أجمل التصاميم ذات الفنون المعمارية البازيلكية، وشكل مزار كبير لحجيج الطائفة المسيحية الأرثوزكسية، ومكان لتقديم النذور والقرابين، كما أصبح فضلا عن كونه مزار ديني للطوائف المسيحية حول العالم بل مزار سياحي.

بجانب سيدة النورية يوجد سلم صخري طويل وحاد يقود إلى مغارة صخرية هي حاضنة الدير وقاعدته الأساسية التي يستند عليها، أما في داخل الدير ستشاهد الفنون المعمارية الرائعة وممرات الدهاليز الصخرية التي تحيط بها الأشجار المعمرة الضخمة.
يمتاز دير سيدة النورية بقربه من المعالم التاريخية والطبيعية البارزة مثل محيمة ارز التنورين ومغارة قاديشا وبحيرة شوان ومتحف جبران خليل جبران، وغيرهم الكثير من الأماكن السياحية المميزة في شمال لبنان.
حديقة الدير المطلّة تمنح الزوار متعة التواصل مع الأزرق الكبير المتصل والمتواصل بين البحر والسماء ومن حوله خضرة اليابسة وتعرجات جبالها ومن فوقها القمم. وكأن فعل الإيمان لا ينتهي داخل الكنيسة أو المغارة أو بهو الدير وصوامعه، بل يُستأنف أمام هذا المشهد البديع وما يستحضره بين الواقع والمتخيّل، من تجسيد للمتناقل على الألسن والمدوّن في التاريخ والمحفوظ في الذاكرة عن هذا المَعلم الذي يُعدّ أحد أبرز وجهات السياحة الدينية في لبنان.
يتوافد الزوّار من مختلف الأعمار إلى دير سيدة النورية في العطل الأسبوعية أو الموسمية، في المناسبات الدينية والأعياد. البعض يزور المكان للمرة الأولى فيطرح الكثير من الأسئلة ويعبر عن إعجابه وشدة انبهاره من المشاهد والمشاهدات بعبارات تنمّ عن الدهشة والسرور. البعض الآخر تتجدد زيارته للمكان كلما أتيح له ذلك، فيجول في ردهاته ويمرّ على تفاصيله، بفرح الاكتشاف المتجدّد والذهول أمام عجائبيته التي يختصرها المكان ويزكيها الزمان.